# Barbro Widholm
Anna Barbro Lucia Widholm, född 13 december 1913 i Adolf Fredriks församling, Stockholm, död 11 oktober 2006 i Sankt Olofs församling, Simrishamn, Skåne län, var en svensk målare. 
Hon var dotter till professor Hjalmar Torell och Signe Sundberg och gift första gången 1939 med Ernst Gunnar Widholm och andra gången med Gustav Robert Sjöberg samt systerdotter till Per August Sundberg. Hon studerade först konst för sin morbror och senare för sin första man innan hon visade sin konst offentligt. Separat ställde hon ut på Hultbergs konsthandel i Stockholm 1950 samt ett flertal gånger ensam eller tillsammans med Gunnar Widholm i Vetlanda. Tillsammans med Wivi Möller-Lindqvist och Göran Tinbäck ställde hon ut på Lidingö 1958 och tillsammans med sin andre man ställde hon ut i Stockholm 1964. Hennes konst består av stilleben, landskapsskildringar samt några enstaka porträtt utförda i olja eller akvarell. Som illustratör utförde hon omslag till Frälsningsarméns publikation Stridsropet.